# 第2次佐藤内閣 (第1次改造)
第2次佐藤第1次改造内閣（だいにじさとうだいいちじかいぞうないかく）は、佐藤栄作が第62代内閣総理大臣に任命され、1967年（昭和42年）11月25日から1968年（昭和43年）11月30日まで続いた日本の内閣。
前の第2次佐藤内閣の改造内閣である。

## 閣僚
| 職名                                                              | 氏名         | 氏名 | 所属                           | 特命事項等                       | 備考                                          |
| ----------------------------------------------------------------- | ------------ | ---- | ------------------------------ | -------------------------------- | --------------------------------------------- |
| 内閣総理大臣                                                      | 佐藤栄作     |      | 衆議院 自由民主党 （佐藤派）   |                                  | 自由民主党総裁 留任                           |
| 法務大臣                                                          | 赤間文三     |      | 参議院 自由民主党 （無派閥）   |                                  | 初入閣                                        |
| 外務大臣                                                          | 三木武夫     |      | 衆議院 自由民主党 （三木派）   |                                  | 留任 1968年（昭和43年）10月29日免             |
| 外務大臣                                                          | （佐藤栄作） |      | 衆議院 自由民主党 （佐藤派）   | 臨時代理 （内閣総理大臣兼任）    | 自由民主党総裁 1968年（昭和43年）10月29日指定 |
| 大蔵大臣                                                          | 水田三喜男   |      | 衆議院 自由民主党 （舩田派）   |                                  | 留任                                          |
| 文部大臣                                                          | 灘尾弘吉     |      | 衆議院 自由民主党 （石井派）   | 国立国会図書館連絡調整委員会委員 |                                               |
| 厚生大臣                                                          | 園田直       |      | 衆議院 自由民主党 （森派）     |                                  | 初入閣                                        |
| 農林大臣                                                          | 倉石忠雄     |      | 衆議院 自由民主党 （福田派）   |                                  | 留任 1968年（昭和43年）2月23日免              |
| 農林大臣                                                          | 西村直己     |      | 衆議院 自由民主党 （佐藤派）   |                                  | 1968年（昭和43年）2月23日任                   |
| 通商産業大臣                                                      | 椎名悦三郎   |      | 衆議院 自由民主党 （川島派）   |                                  |                                               |
| 運輸大臣                                                          | 中曽根康弘   |      | 衆議院 自由民主党 （中曽根派） |                                  |                                               |
| 郵政大臣                                                          | 小林武治     |      | 参議院 自由民主党 （無派閥）   |                                  | 留任                                          |
| 労働大臣                                                          | 小川平二     |      | 衆議院 自由民主党 （前尾派）   |                                  | 初入閣                                        |
| 建設大臣 近畿圏整備長官 中部圏開発整備長官 首都圏整備委員会委員長 | 保利茂       |      | 衆議院 自由民主党 （佐藤派）   |                                  |                                               |
| 自治大臣 国家公安委員会委員長                                     | 赤澤正道     |      | 衆議院 自由民主党 （三木派）   |                                  |                                               |
| 内閣官房長官                                                      | 木村俊夫     |      | 衆議院 自由民主党 （佐藤派）   |                                  | 留任                                          |
| 総理府総務長官                                                    | 田中龍夫     |      | 衆議院 自由民主党 （福田派）   |                                  | 初入閣                                        |
| 行政管理庁長官 北海道開発庁長官                                   | 木村武雄     |      | 衆議院 自由民主党 （佐藤派）   |                                  | 初入閣                                        |
| 防衛庁長官                                                        | 増田甲子七   |      | 衆議院 自由民主党 （佐藤派）   |                                  | 留任                                          |
| 経済企画庁長官                                                    | 宮澤喜一     |      | 衆議院 自由民主党 （前尾派）   |                                  | 留任                                          |
| 科学技術庁長官                                                    | 鍋島直紹     |      | 参議院 自由民主党 （無派閥）   | 原子力委員会委員長               | 初入閣                                        |

## 内閣官房副長官・総理府総務副長官等
- 内閣法制局長官 - 高辻正己
- 内閣官房副長官（政務） - 亀岡高夫（佐藤派）
- 内閣官房副長官（事務） - 石岡実
- 総理府総務副長官（政務） - 八木徹雄：1967年（昭和42年）11月28日 -
- 総理府総務副長官（事務） - 堀秀夫：- 1968年（昭和43年）2月2日／弘津恭輔：1968年（昭和43年）2月2日 -

## 政務次官
前内閣の政務次官が1967年（昭和42年）11月28日に退任し、同日付で新たな政務次官を任命した。
- 法務政務次官 - 進藤一馬
- 外務政務次官 - 藏内修治
- 大蔵政務次官 - 倉成正・岸田幸雄（参）: - 1967年（昭和42年）12月8日 /二木謙吾（参）:1967年（昭和42年）12月8日 -
- 文部政務次官 - 久保田円次
- 厚生政務次官 - 谷垣専一
- 農林政務次官 - 安倍晋太郎・日高広為（参）: - 1968年（昭和43年）7月30日 /青田源太郎（参）:1968年（昭和43年）7月30日 -
- 通商産業政務次官 - 藤井勝志・熊谷太三郎（参）
- 運輸政務次官 - 金子岩三
- 郵政政務次官 - 高橋清一郎
- 労働政務次官 - 井村重雄
- 建設政務次官 - 仮谷忠男
- 自治政務次官 - 細田吉蔵
- 行政管理政務次官 - 森部隆輔（参）: - 1968年（昭和43年）7月30日 /田村賢作（参）:1968年（昭和43年）7月30日 -
- 北海道開発政務次官 - 川野三暁（参）: - 1968年（昭和43年）7月30日 /高橋雄之助（参）:1968年（昭和43年）7月30日 -
- 防衛政務次官 - 三原朝雄
- 経済企画政務次官 - 山下春江（参）
- 科学技術政務次官 - 天野光晴